# Rinzai
Rinzai (臨済宗; japanski: Rinzai-shū, kineski: 临济宗 línjì zōng) je jedna od tri glavne zen škole japanskog budizma (uz soto i obaku).
Rinzai predstavlja japanski ogranak kineske Linji škole, koju je u doba dinastije Tang osnovao Linči (japanski: Rinzai Gigen). Iako je bilo više pokušaja da se osnuje rinzai škola u Japanu, ona se prvi put ukorenila tek zahvaljujući naporima monaha Eisaija nakon njegovog povratka iz Kine 1191. Eisai je učio da je praktikovanje koan meditacije najbolji metod dostizanja probuđenja, uz ignorisanje „reči i slova“ budističkog učenja i rituala. Pod Eisaijevim uticajem, šoguni su blagonaklono primili zen i tako je započeo njegov dugovečni savez sa samurajima i patriotskim interesima.
Svoj vrhunac, ali i specifično japanski identitet, je stekla sa učiteljima Šuho Mjočoom (Daito Kokushi, 1283–1337) i Muso Sosekijem (1275–1351), koji nisu putovali u Kinu kako bi proučavali budizam.
Rinzai škola je propovedala mogućnost trenutnog prosvetljenja u svakodnevnom životu, i to kroz obimnu upotrebu koana. Rinzai stavlja naglasak na kenšo ("viđenje prave prirode") kao puta za autentičnu budističku praksu, i insistira na višegodišnjoj iscrpljujućoj obuci sa ciljem da se omogući slobodno delovanje mudrosti u kontekstu svakodnevnih aktivnosti. Obuka vezana uz koan je jedan od alata koji se prilično razvio u rinzaiju. Rinzai zen je poznat po strogoći svojih metoda.

## Literatura
- Enciklopedija živih religija, Nolit, Beograd. 2004.  978-86-19-02360-3.
- Kembridžova ilustrovana istorija religije, Stylos, Novi Sad. 2006.  978-86-7473-281-6.